# Дагларджа, Фазыл Хюсню
Фазыл Хюсню Дагларджа (тур. Fazıl Hüsnü Dağlarca; 26 августа 1914, Стамбул — 15 октября 2008, Стамбул) был одним из самых продуктивных поэтов Турецкой Республики, по состоянию на 2007 год было опубликовано более 60 сборников его стихов. Лауреат премии «Золотой венок поэтических вечеров Струги».

## Биография
Сын подполковника-кавалериста Хасана Хюсню-бея. Начальное образование он получил в Конье, Кайсери, Адане и Козане, среднее образование — в Военном лицее Кулели (1933), куда он поступил после средней школы в Тарсусе и Адане. В 1935 году в должности офицера пехоты он много путешествовал по Восточной и Центральной Анатолии, а также Европейской части Турции. Отслужив в армии пятнадцать лет, он уволился в запас в 1950 году в звании старшего капитана. В 1952—1960 годах он работал в Стамбуле в качестве трудового инспектора в Министерстве труда. Уйдя оттуда, он открыл в Аксарае книжный магазин и занялся издательским делом. Четыре года он издавал ежемесячный журнал под названием «Турецкий язык» (январь 1960 — июль 1964). Первой его заметкой была повесть, опубликованная в 1927 году в газете «Новая Адана». Но известность ему принесло стихотворение «Замедленная жизнь», которое опубликовали в 1933 году в журнале «Стамбул». Его стихи выходили в журналах «Данность», «Культурная неделя», «Возвысься», «Семья», «Революционная молодёжь», «Семихолмье» и «Турецкий язык». Фазыл Дагларджа получил множество премий и был выбран «Лучшим турецким поэтом» в 1967 году Международным поэтическим форумом в США.
В основе своего социализма, выражающего почтение человеку и человеческой жизни, Дагларджа не подпадает под влияние ни одного литературного течения. Его восприятие искусства заключено в следующем высказывании:
Произведение искусства должно указывать как на время, в котором мы находимся, равному одному часу, так и на направление, куда необходимо двигаться подобно компасу.
Характеризуемый как «великий турецкий поэт», Дагларджа умер в возрасте 94 лет в больнице, где лечился от воспаления лёгких. Подарив свой дом муниципалитету Кадыкёя, Дагларджа попросил навестившего его в его доме на улице Мюхюрдар главу муниципалитета Кадыкёя (Халкидона) Селями Озтюрка исполнить завещание о том, чтобы его дом превратили в музей.
20 октября 2008 года был похоронен на кладбище Караджаахмет.

## Произведения
Если оставить в стороне его короткие прозы в духе афоризмов, которые он некоторое время писал в журналы «Выразитель» в 1960 году и «Родина» в 1961—1962 годах, то произведения Дагларджи, занимавшегося только поэзией и распространившего свои стихи чуть ли не по всем литературным журналам Турции, выглядят так:
- Havaya Çizilen Dünya (1935)
- Çocuk ve Allah (1940)
- Daha (1943)
- Çakırın Destanı (1945)
- Taşdevri (1945)
- Üç Şehitler Destanı (1949)
- Toprak Ana (1950)
- Aç Yazı (1951)
- İstiklâl Savaşı-Samsun’dan Ankara’ya (1951)
- İstiklâl Savaşı-İnönüler (1951)
- Sivaslı Karınca (1951)
- İstanbul- Fetih Destanı (1953)
- Anıtkabir (1953)
- Asû (1955)
- Delice Böcek (1957)
- Batı Acısı (1958)
- Hoo’lar (1960)
- Özgürlük Alanı (1960)
- Cezayir Türküsü (1961)
- Aylam (1962)
- Türk Olmak (1963)
- Yedi Memetler (1964)
- Çanakkale Destanı (1965)
- Dışardan Gazel (1965)
- Kazmalama (1965)
- Yeryağ (1965)
- Vietnam Savaşımız (1966)
- Açıl Susam Açıl (1967)
- Kubilay Destanı (1968)
- Haydi (1968)
- 19 Mayıs Destanı (1969)
- Hiroşima (1970)
- Malazgirt Ululaması (1971)
- Kuş Ayak (1971)
- Haliç (1972)
- Kınalı Kuzu Ağıdı (1972)
- Bağımsızlık Savaşı-Sakarya Kıyıları (1973)
- Bağımsızlık Savaşı-30 Ağustos (1973)
- Bağımsızlık Savaşı-İzmir Yollarında (1973)
- Gazi Mustafa Kemal Atatürk (1973)
- Arka Üstü (1974)
- Yeryüzü Çocukları (1974)
- Yanık Çocuklar Koçaklaması (1976)
- Horoz (1977)
- Hollandalı Dörtlükler (1977)
- Balinayla Mandalina (1977)
- Yazıları Seven ayı (1978)
- Göz Masalı (1979)
- Yaramaz Sözcükler (1979)
- Çukurova Koçaklaması (1979)
- Şeker Yiyen Resimler (1980)
- Cinoğlan (1981)
- Hin ile Hincik (1981)
- Güneş Doğduran (1981)
- Çıplak (1981)
- Yunus Emre’de Olmak (1981)
- Nötron Bombası (1981)
- Koşan Ayılar Ülkesi (1982)
- Dişiboy (1985)
- İlk Yapıtla 50 Yıl Sonrakiler (1985)
- Takma Yaşamalar Çağı (1986)
- Uzaklarla Giyinmek (1990)
- Dildeki Bilgisayar (1992)

## Сочинения на русском языке
- Из современной турецкой поэзии. М.: Прогресс, 1975. С.15-74.
- Стихи из цикла «Пьяница». Перевод с турецкого Фазиля Искандера. Вступление Веры Феоновой // Иностранная литература. 2001. № 11.

## Премии
- 1946 Третье место в Стихотворном конкурсе Республиканской Народной Партии
- 1956 Поэтическая премия «Семихолмье»
- 1958 Поэтическая премия Общества турецкого языка
- 1966 Премия имени Турана Эмексиза Турецкой национальной студенческой федерации
- 1967 «Ныне живущий самый лучший турецкий поэт» Международного поэтического форума (США)
- 1973 Премия «Аркын» высшего почета за детскую литературу
- 1974 Премия «Золотой венец» XIII Поэтического фестиваля в Струге (Югославия)
- 1974 Артист года журнала искусства «Миллиет»
- 1977 Литературная премия Фонда имени Седата Семави